# Пойнт-Томсон
Пойнт-Томсон (англ. Point Thomson) — нефтегазовое месторождение в США, расположенное примерно в 100 км к востоку от месторождения Прудо-Бэй. Входит в нефтегазоносный бассейн Северного склона Аляски. Открыто в 1965 году. Начальные запасы нефти 400 млн тонн, газа 3 трлн м³.
Оператором месторождения является американская нефтяная компания ExxonMobil. Пойнт-Томсон было законсервировано в 1965 г.
Разведка запасов месторождения была проведена ExxonMobil в 1977 год, однако удаленное расположение и сложность разработки препятствовали развитию добычи в Пойнт-Томсоне. Газ в месторождении находится под очень большим давлением, что также затрудняет добычу.
Для транспортировки газа из Пойнт-Томпсона будет построен газопровод стоимостью 30 млрд долларов. Газопровод начинается от Пойнт-Томпсона до побережья Тихого океана, оттуда до штата Вашингтон с подводным газопроводом. По оценке экспертов, Пойнт-Томпсон может обеспечить до 7 % всей годовой потребности США. Месторождение Пойнт-Томсон эксперты называют «краеугольным камнем» проекта строительства газопровода. Предполагается, что строительство газопровода начнется не ранее 2008 года с ожидаемым вводом к 2018 году.